# Réseau hydraulique médiéval de Castelnau-Pégayrols
Ce réseau hydraulique médiéval est situé en France sur la commune de Castelnau-Pégayrols, dans le département de l'Aveyron en région Occitanie.
L'ensemble de ce réseau fait l'objet d'une inscription au titre des monuments historiques depuis 1997.

## Description

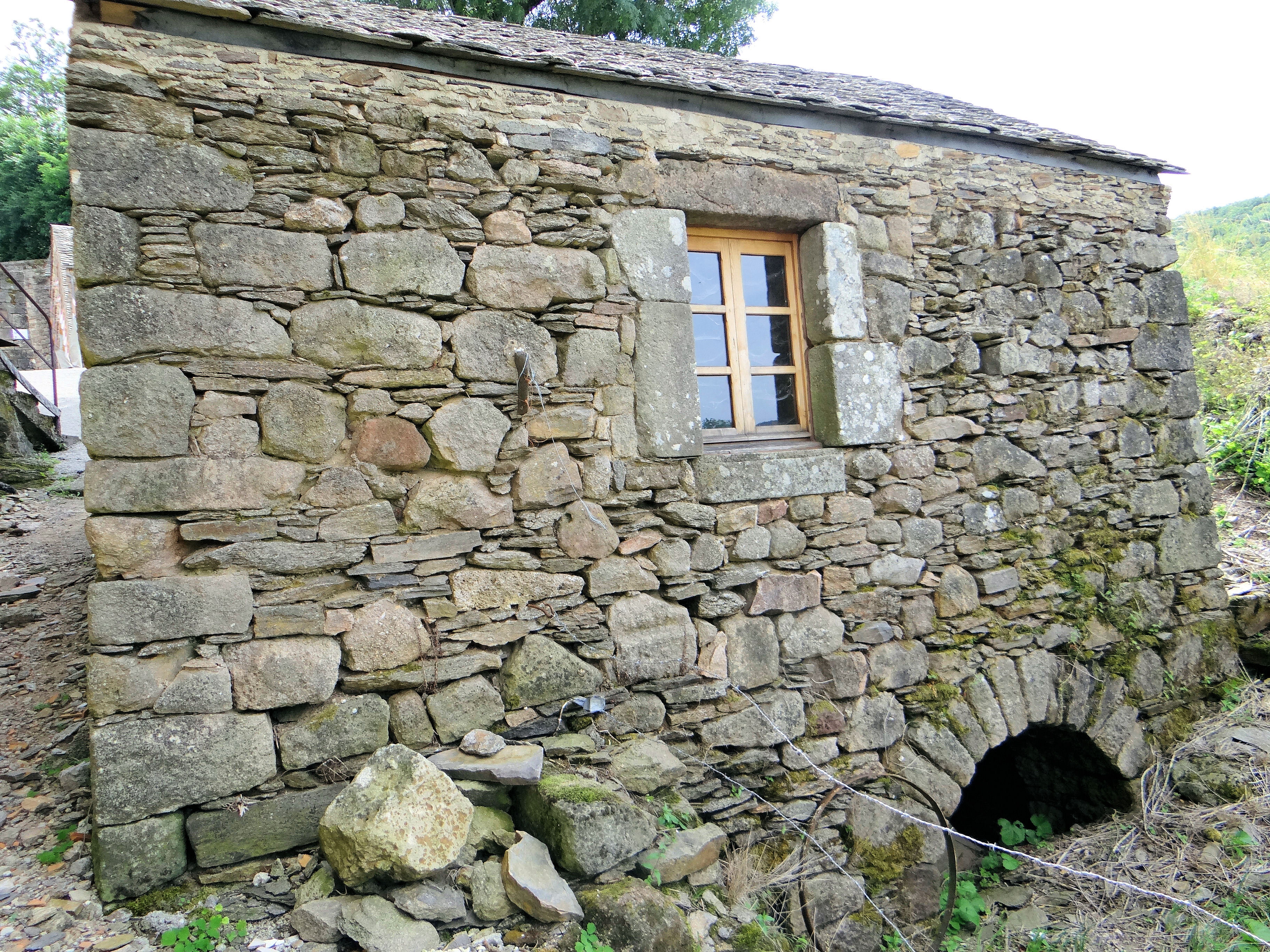
Le moulin hydraulique aval.

Ce réseau hydraulique traverse le village grâce à un aqueduc à ciel ouvert ou recouvert, entre un étang supérieur et la citerne du château d'où partent une conduite forcée alimentant des moulins hydrauliques, un trop-plein, des dérivations pour l'alimentation du village et du domaine agricole.
Ce réseau avait plusieurs fonctions :
- alimentation en eau de la citerne du château pour lui permettre de résister en cas de siège ;
- alimentation en eau du village ;
- alimentation des quatre moulins hydrauliques pour la production d'huile et de farine alimentaire humaine ou animale, situés à l'aval de la citerne du château ;
- le trop-plein dans le réservoir et des dérivations pouvaient alimenter les terres agricoles.

## Localisation
Ce réseau hydraulique est situé sur la commune de Castelnau-Pégayrols, dans le département français de l'Aveyron.

## Historique
Les textes les plus anciens citant ce réseau remontent au XVe siècle, mais il est probable que ce réseau soit plus ancien. La construction de ce réseau était très coûteuse, il a sûrement pour origine les seigneurs du lieu. Les usagers du réseau leur versaient des banalités correspondant au coût d'usage et d'entretien.
Le plus ancien moulin existant encore est cité en 1433. Il y avait à l'époque deux moulins. Deux autres moulins ont été construits entre 1640 et 1763.
Un texte de 1522 rapporte qu'on produisait à Castelnau quelque «nourriture de bétail». Cette nourriture était faite d'une farine grossière, appelée «la mouture», produite par les moulins.
Le compoix de Castelnau indique pour 1665 : «Quatre molins à bleds divises l'un de l'autre ou y a une maison a chacun, contre la murailhe de ville et souba la poutre dicte de Sainct Anthoine ; comprinses lesdictes maisons, tines et estangs pour recevoir l'eau ; le plus haut estimé le meilleur».
L'aqueduc est partiellement recouvert de dalles dans le quartier du Grifoul au XVIIIe siècle.
Les trois moulins subsistant en 1835 ont fonctionné jusqu'à la Seconde Guerre mondiale. Ils ont cessé toute activité vers 1955-56.
Le moulin situé à l'amont a été transformé en toilettes en 1984.
L'édifice est inscrit au titre des monuments historiques le 28 février 1997.